# Adolfus
Adolfus é um género de répteis escamados pertencente à família Lacertidae.
As espécies do gênero são nativas da África equatorial.

## Espécies
- Adolfus africanus
- Adolfus alleni
- Adolfus jacksoni
- Adolfus vauereselli